# Championnats du monde de tir 1982
Navigation
Édition précédente Édition suivante
Les championnats du monde de tir 1982, quarante-troisième édition des championnats du monde de tir, ont eu lieu à Caracas, en Venezuela, en 1982.